# موش چینچیلای بنت
 موش چینچیلای بنت (نام علمی: Abrocoma bennettii) نام یک گونه از سرده موش چینچیلا است.